# Гамільтон Бергер
Гамільтон Бергер (Hamilton Burger) — вигаданий американським письменником Ерлом Ґарднером окружний прокурор з Лос-Анжелеса, який виступає головним опонентом адвоката Перрі Мейсона.

## Характеристика персонажа
Гамільтон Бергер вперше з'являється в 10-ому розділі роману під назвою «Справа про несправжнє око», 1935 року. У творі він описується плечистим чоловіком з товстою шиєю і коротко підстриженими вусами. Ґарднер пише, що це чесна, але вперта людина.
У серіалі «Перрі Мейсон» 1957-1966 років Гамільтона Бергера зіграв актор Вільям Телмен.